# Platine CD
Une platine CD est un appareil constitué d'un lecteur de CD et destiné à la lecture de disques compacts audio. Elle se décline aujourd'hui dans des versions spéciales pour les disc jockeys.

## Alternative au «tourne-disque»

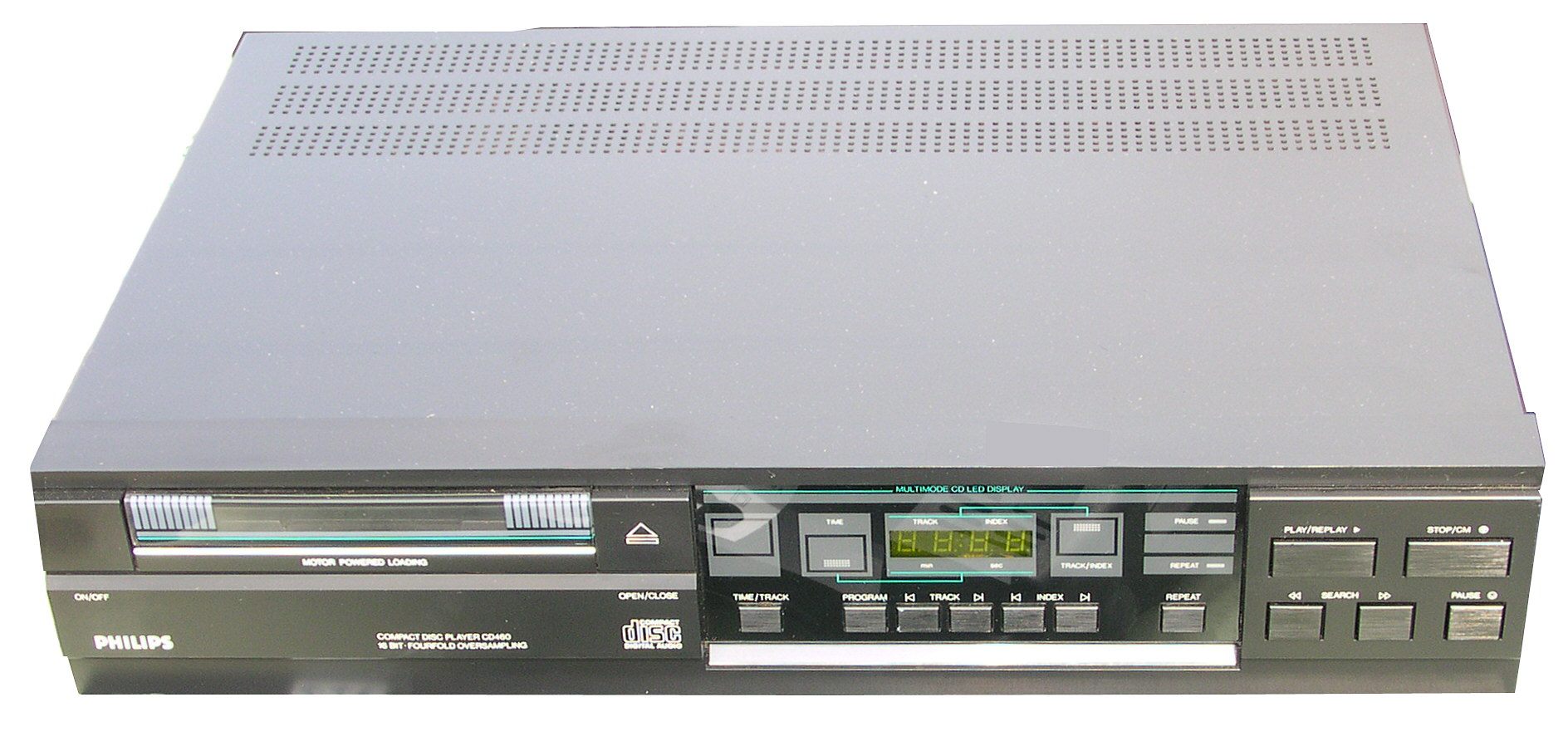
Platine Philips CD 460, sortie en 1988.

Les platines CD étaient conçues à l'origine pour remplacer l'électrophone au salon, reliées à une chaîne hi-fi, en permettant d'écouter de la musique en qualité numérique sur des CD au lieu de restituer les enregistrements analogiques des disques vinyle.
Commercialisées par la plupart des fabricants d'équipement électronique, elles se déclinent dans des versions de base ou plus sophistiquées. Une télécommande est en général présente. Les modèles récents peuvent lire des Super Audio CD (SACD), des fichiers numériques MP3 et fournir une sortie audio multicanal.
Certains modèles sont équipés d'un changeur de disque (de 5 à 300 CD) programmable (appelés parfois juke box ou multi-CD) qui permet l'écoute de musique pendant plusieurs heures.

## Outil de travail pour les DJ

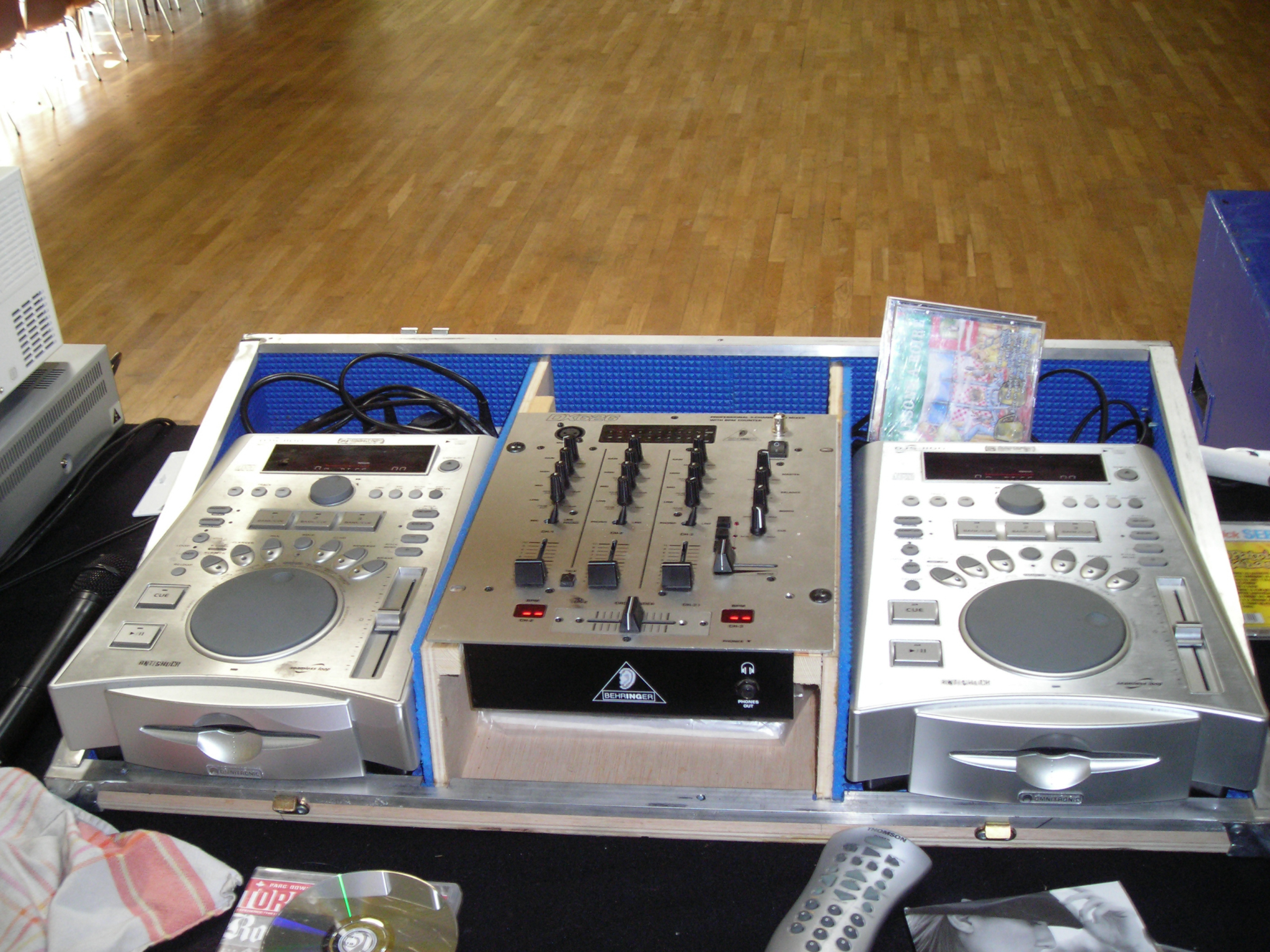
Platines CD utilisées dans une soirée.

Alors que les disc jockeys utilisent traditionnellement des platines vinyle pour animer des soirées, l'arrivée de nouvelles platines CD, signées notamment Pioneer, a développé l'usage de CD dans le métier. Elles permettent de lire notamment des CD contenant des titres enregistrés au format MP3, ce qui réduit le nombre de disques à emporter, et proposent des fonctions spéciales dont les réglages peuvent être mémorisés dans une carte mémoire (de type SD).

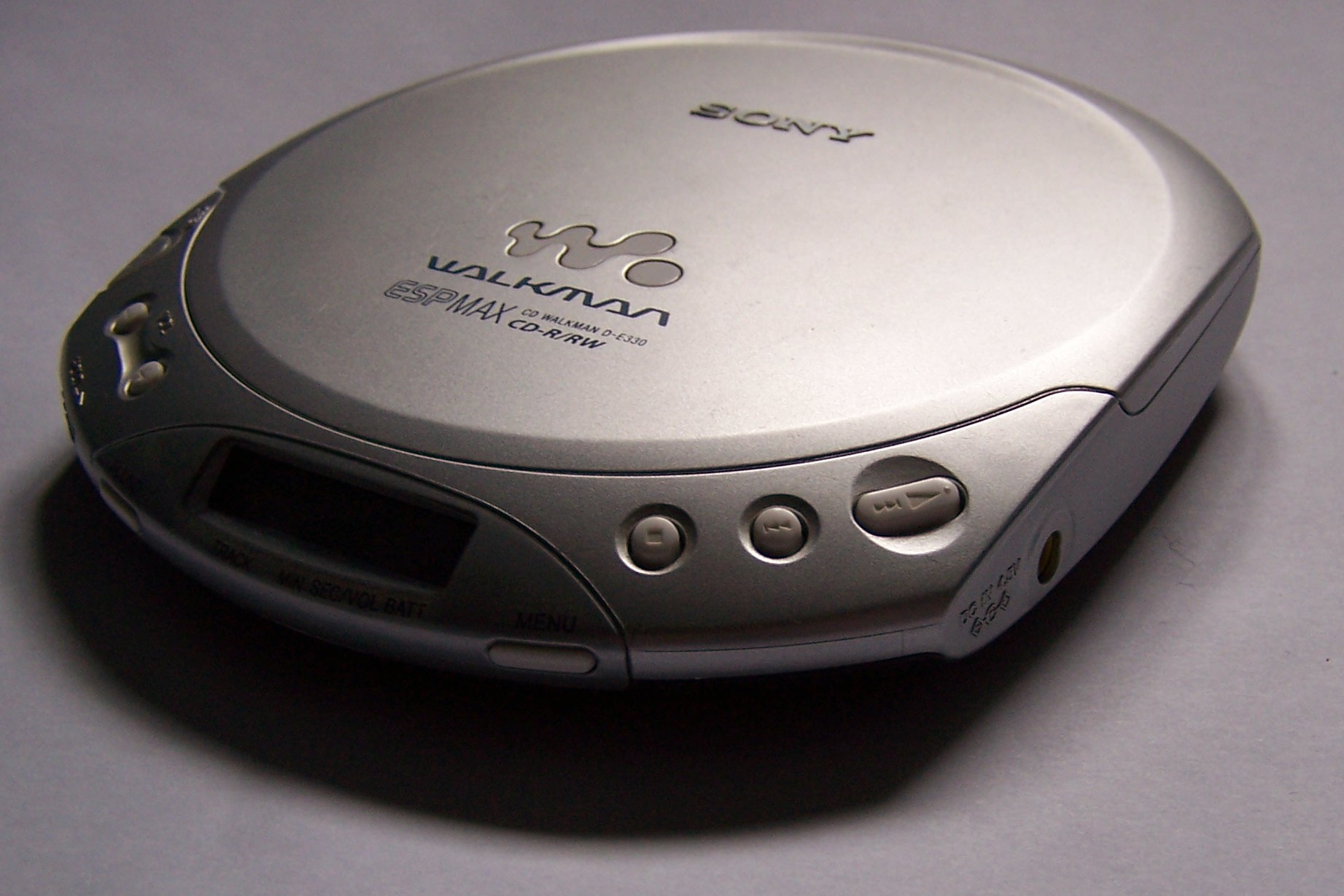
Un baladeur CD.